# Municipio de Chojatauri
El municipio de Chojatauri (en georgiano: ჩოხატაურის მუნიციპალიტეტი ) es un municipio de Georgia perteneciente a la región de Guria. El área total del municipio es 825 kilómetros cuadrados y su centro administrativo es Chojatauri. La población era 19.001, según el censo de 2014.

## Geografía
El municipio de Chojatauri está ubicado en el oeste de Georgia y limita al oeste con Ozurgueti y Lanchjuti, al noreste con Samtredia y Vani, al sureste Adigueni y en el sur con los municipios de Shuajevi y Julo de Ayaria.
El municipio se encuentra principalmente en el área escasamente poblada de la cordillera de Mesjetia con su montaña más alta el Monte Mepistsjaro (2850 m) en el extremo sureste. En el norte, el área está limitada a las tierras bajas de Cólquida y por el asentamiento de Chojatauri discurre el río Supsa.

## Historia
Desde el colapso del reino de Georgia a principios del siglo XV hasta el siglo XIX, el territorio del municipio actual perteneció al principado de Guria. Después de unirse al Imperio ruso en 1810, primero como protectorado y formalmente anexionado en 1829, pasó a formar parte de uyezd de Guria de la gobernación de Kutaisi. 
En 1918, Guria pasó a formar parte de la República Democrática de Georgia, que duró hasta marzo de 1921. Con diferentes asignaciones administrativas, esto existió hasta el período soviético, cuando el raión de Chojatauri se escindió en 1930. Salvo una breve interrupción de 1962 a 1963 (en la que fue incorporada al raión de Ozurgueti), esta unidad administrativa ha existido en un territorio prácticamente inalterado hasta el día de hoy.
En 1995, la región de Chojatauri se incluyó en la recién creada región de Guria y se transformó en municipio en 2006.

## Política
La asamblea municipal de Chojatauri (en georgiano: ჩოხატაურის საკრებულო) es un órgano representativo en el municipio de Chojatauri, que consta de 36 miembros que se eligen cada cuatro años. La última elección se llevó a cabo en octubre de 2021 y la ganó Davit Sharashidze del Sueño georgiano.
| Partido político | Partido político                        | 2017 | 2021 |
| ---------------- | --------------------------------------- | ---- | ---- |
|                  | Sueño georgiano                         | 30   | 26   |
|                  | Movimiento Nacional Unido               | 1    | 6    |
|                  | Para Georgia                            |      | 3    |
|                  | Partido Popular                         |      | 1    |
|                  | Georgia Europea                         | 2    |      |
|                  | Alianza de los Patriotas de Georgia     | 2    |      |
|                  | Movimiento por el Desarrollo de Georgia | 1    |      |
|                  | Políticos independientes                | 2    |      |
| Total            | Total                                   | 38   | 26   |

## División administrativa
El municipio consta de 15 comunidades administrativas (temi), y hay un asentamiento de tipo urbano, Chojatauri. Algunos de los pueblos de este distrito son Bajmaro, Bukistsije, Erketi, Goraberezhouli y Zoti.

## Demografía
El municipio de Chojatauri ha tenido una disminución de población desde 1939, teniendo hoy sobre el 50% de los habitantes de entonces.
| Población del municipio de Chojatauri                                  | Población del municipio de Chojatauri | Población del municipio de Chojatauri | Población del municipio de Chojatauri | Población del municipio de Chojatauri | Población del municipio de Chojatauri | Población del municipio de Chojatauri | Población del municipio de Chojatauri | Población del municipio de Chojatauri | Población del municipio de Chojatauri | Población del municipio de Chojatauri | Población del municipio de Chojatauri |
|                                                                        | 1897                                  | 1922                                  | 1926                                  | 1939                                  | 1959                                  | 1970                                  | 1979                                  | 1989                                  | 2002                                  | 2014                                  | 2021                                  |
| ---------------------------------------------------------------------- | ------------------------------------- | ------------------------------------- | ------------------------------------- | ------------------------------------- | ------------------------------------- | ------------------------------------- | ------------------------------------- | ------------------------------------- | ------------------------------------- | ------------------------------------- | ------------------------------------- |
| Municipio de Chojatauri                                                | -                                     | -                                     | -                                     | 34 549                                | 30 662                                | 29 594                                | 28 157                                | 26 595                                | 24 090                                | 19 001                                | 17 900                                |
| Ciudad de Chojatauri                                                   | -                                     | -                                     | -                                     | 903                                   | 2622                                  | 2136                                  | 2361                                  | 2633                                  | 2123                                  | 1815                                  |                                       |
| Datos: Estadística de población de Georgia desde 1897 hasta hoy. Nota: |                                       |                                       |                                       |                                       |                                       |                                       |                                       |                                       |                                       |                                       |                                       |

La población está compuesta por un 99% de georgianos. El 86,1% de la población son cristianos ortodoxos y el 12,8% son musulmanes.
|              | 1939      | 1939       | 1959      | 1959       | 2002      | 2002       | 2014      | 2014       |
| Grupo étnico | Población | Porcentaje | Población | Porcentaje | Población | Porcentaje | Población | Porcentaje |
| ------------ | --------- | ---------- | --------- | ---------- | --------- | ---------- | --------- | ---------- |
| Georgianos   | 33 214    | 96,1%      | 30 394    | 99,1%      | 23 932    | 99,34%     | 18 937    | 99,66%     |
| Rusos        | 1091      | 3,2%       | 148       | 0,5%       | 80        | 0,33%      | 37        | 0,19%      |
| Ucranianos   | 1091      | 3,2%       | 38        | 0,1%       | 7         | 0,03%      | 2         | 0,01%      |
| Armenios     | 67        | 0,2%       | 40        | 0,1%       | 30        | 0,12%      | 11        | 0,06%      |
| Griegos      | 40        | 0,1%       | 16        | 0,1%       | 2         | 0,01%      | 3         | 0,02%      |
| Azeríes      | 10        | 0,1%       | -         | -          | 3         | 0,01%      | 8         | 0,03%      |
| Osetios      | 4         | 0,1%       | 2         | 0,1%       | 16        | 0,07%      | 4         | 0,02%      |
| Abjasios     | -         | -          | -         | -          | 12        | 0,05%      | -         | -          |
| Judíos       | 30        | 0,8%       | -         | -          | -         | -          | -         | -          |
| Kurdos       | 10        | 0,1%       | -         | -          | -         | -          | -         | -          |
| Lezguinos    | 1         | 0,1%       | -         | -          | -         | -          | -         | -          |
| Alemanes     | 8         | 0,1%       | -         | -          | -         | -          | -         | -          |
| Asirios      | -         | -          | -         | -          | -         | -          | -         | -          |
| Otros        | -         | -          | -         | -          | -         | -          | 26        | 0,02%      |
| Total        | 34 549    | 100%       | 30 662    | 100%       | 24 090    | 100%       | 19 001    | 100%       |

## Economía
Los principales campos son la agricultura, incluido el cultivo de frutas, el cultivo de cereales, la viticultura y la cría de animales. La planta embotelladora de agua mineral de Nabeglavi) es una empresa importante en el municipio, con centros turísticos montañosos de Bajmaro y Nabeglavi.

## Infraestructura

### Arquitectura y monumentos
El municipio de Chojatauri tiene restos de algunos castillos como son la fortaleza de Ghomi en Zoti o las ruinas de la fortaleza de Bukistsije. Además tiene destacados monumentos religiosos como el monasterio de Ubabno, que data de y está en una cueva; la iglesia de Erketi (siglo IX) o la iglesia de Shubani.

### Transporte
El municipio dista 296 km de la capital, 24 km de Ozurgueti y 25 km del nudo ferroviario más cercano, Samtredia-Kobuleti (un tramo de 25 km pasa por el territorio del municipio). El eje de tráfico más importante es la carretera nacional S2, que, viniendo de Sayavajo (cerca de Samtredia), continúa por la parte noroeste del municipio con Chojatauri vía Ozurgueti hasta Kobuleti en el Mar Negro. En Chojatauri se bifurca la carretera nacional S81, que abre la parte montañosa del sur del municipio y termina en el centro turístico de 1900 m de altura de Bajmaro.

## Galería

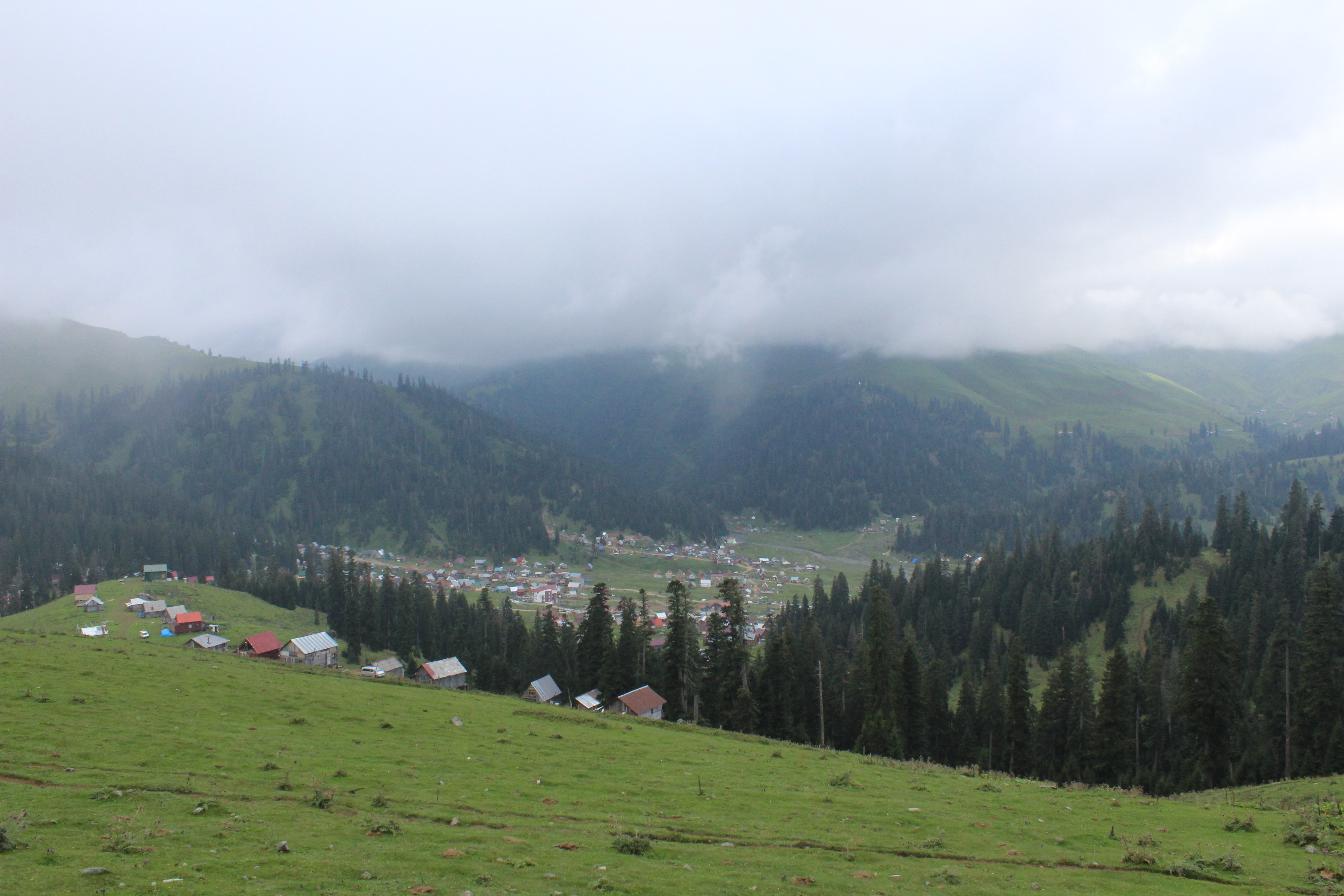
Vista del resort de Bajmaro
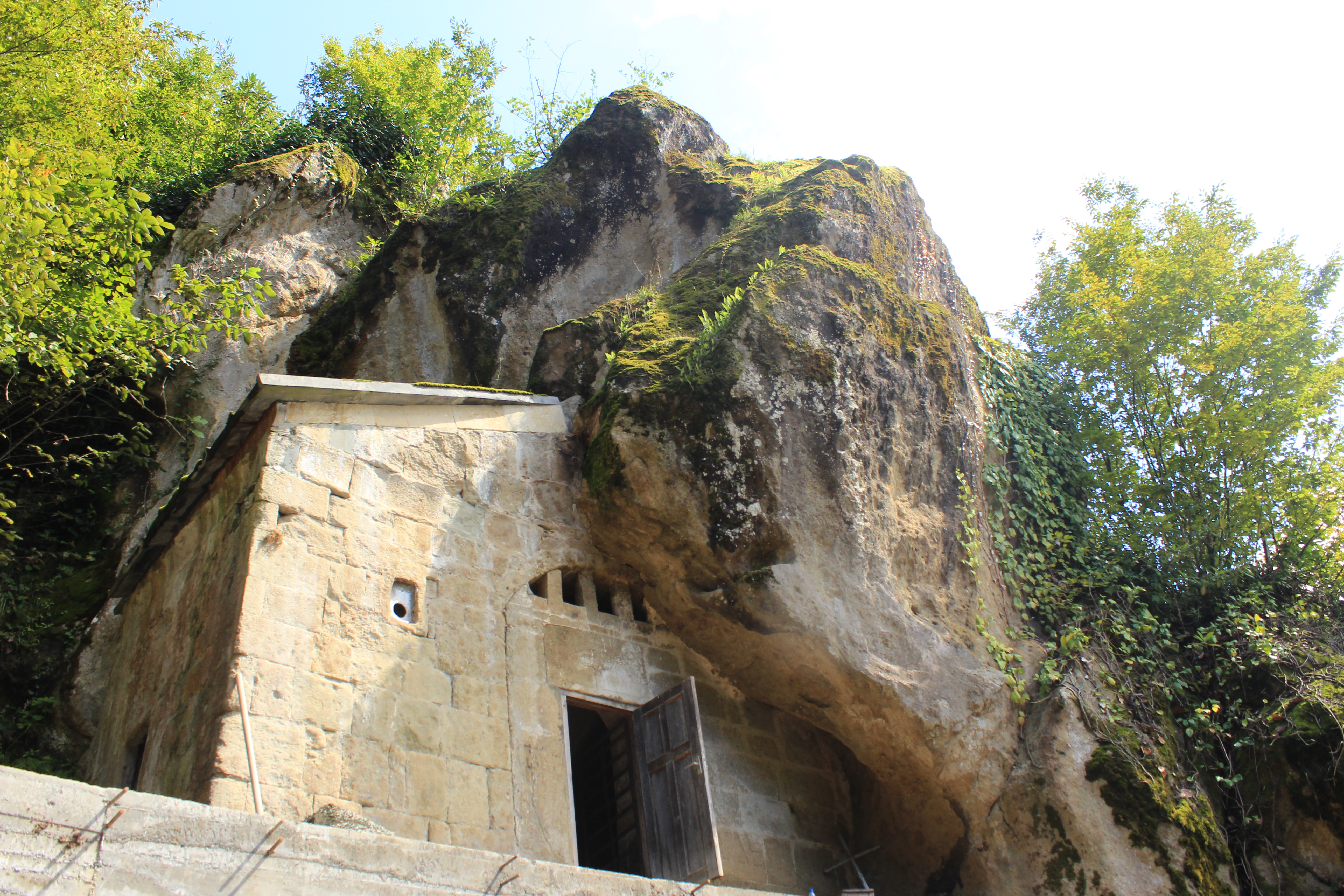
Monasterio de Udabno
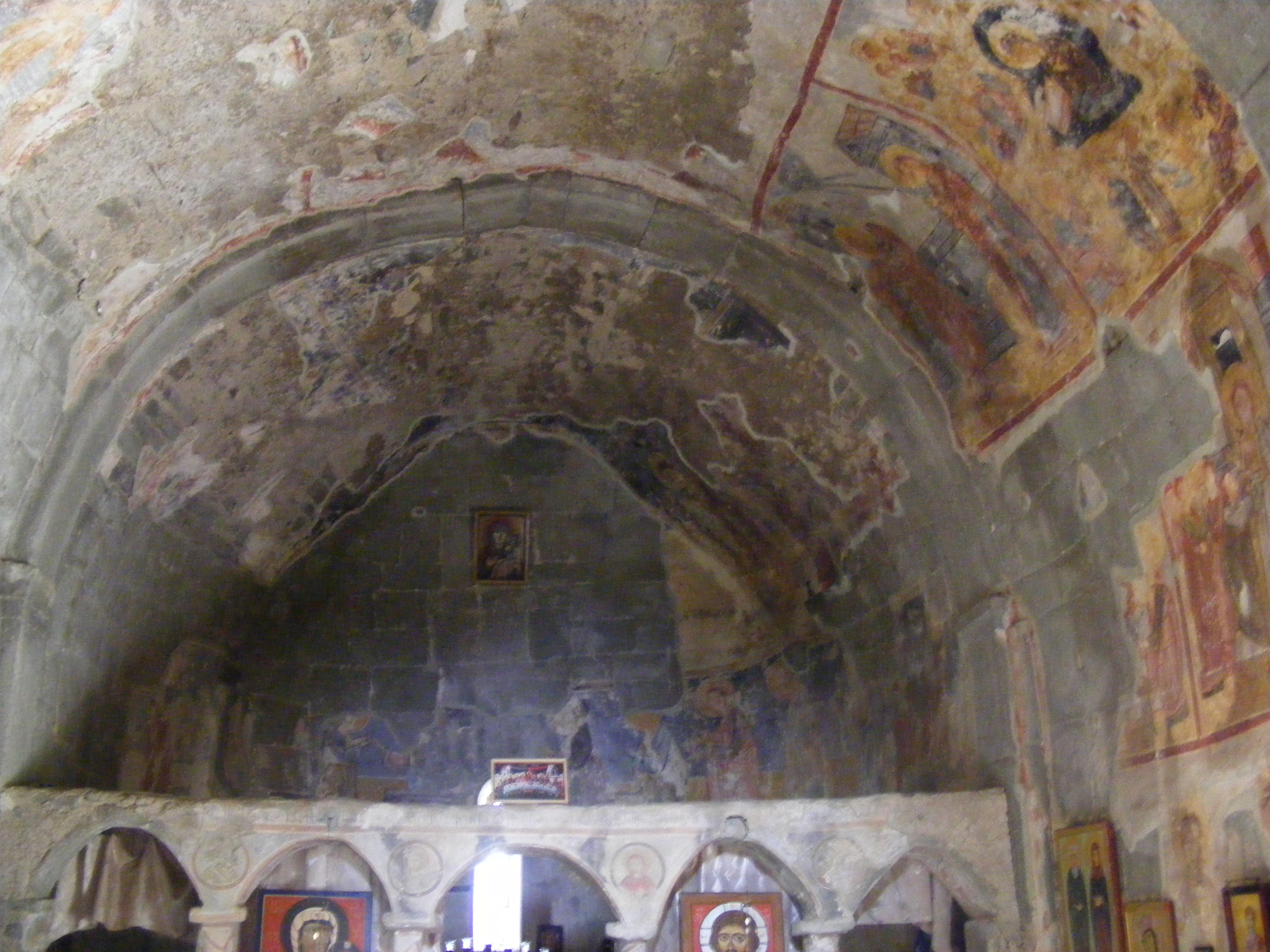
Interior de la iglesia de Erketi
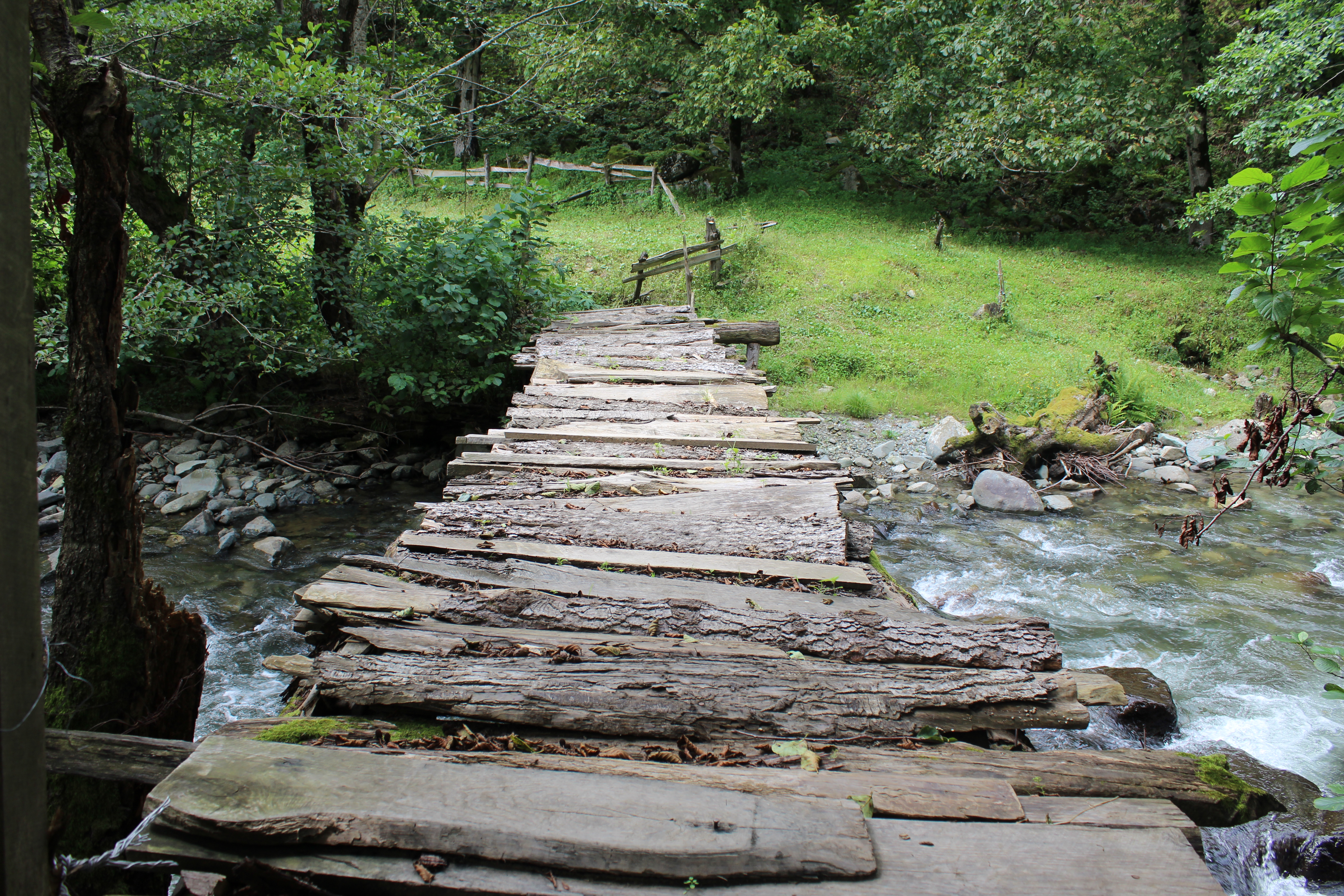
Río Gubazeuli, cerca de Zoti
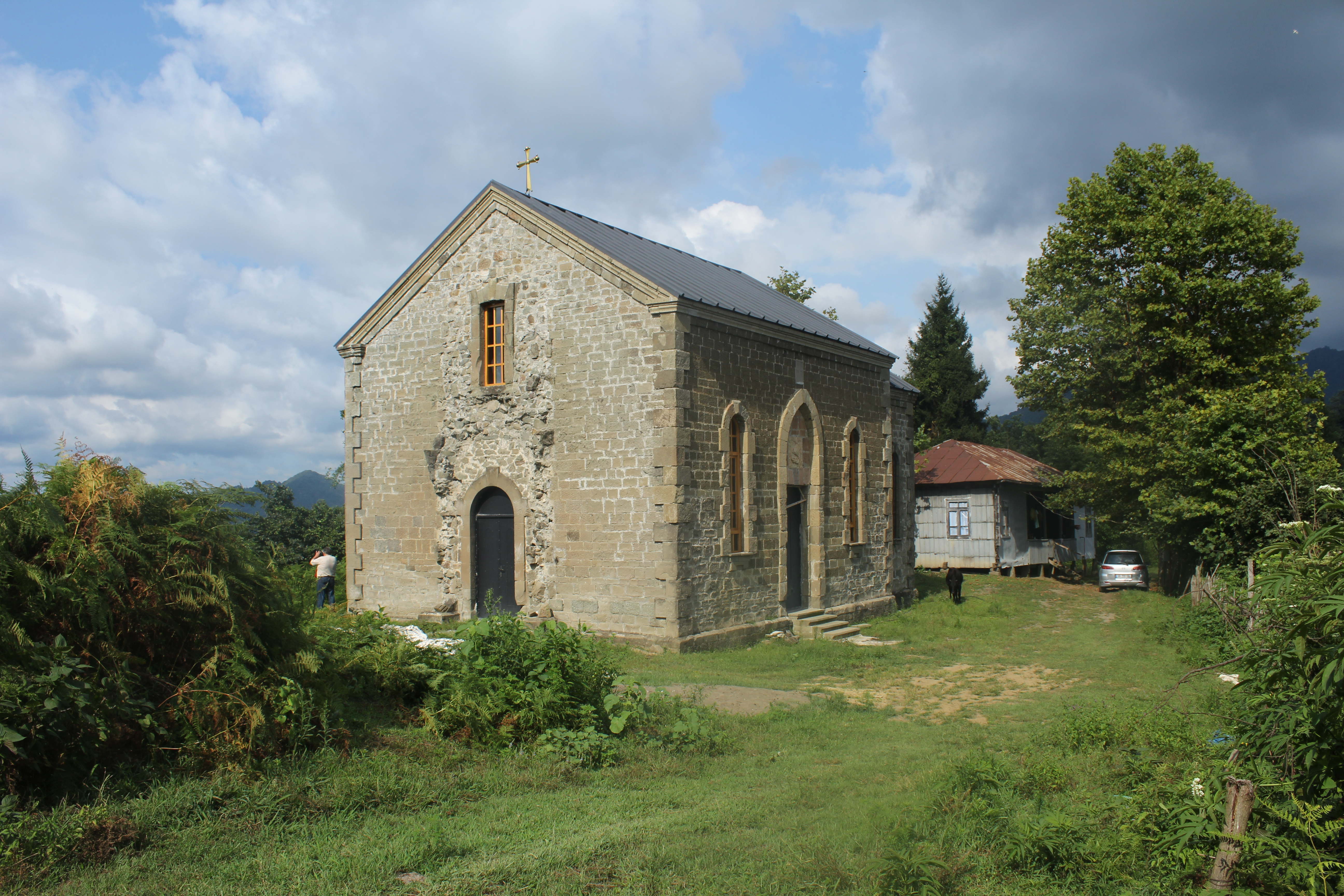
Iglesia de Shubani
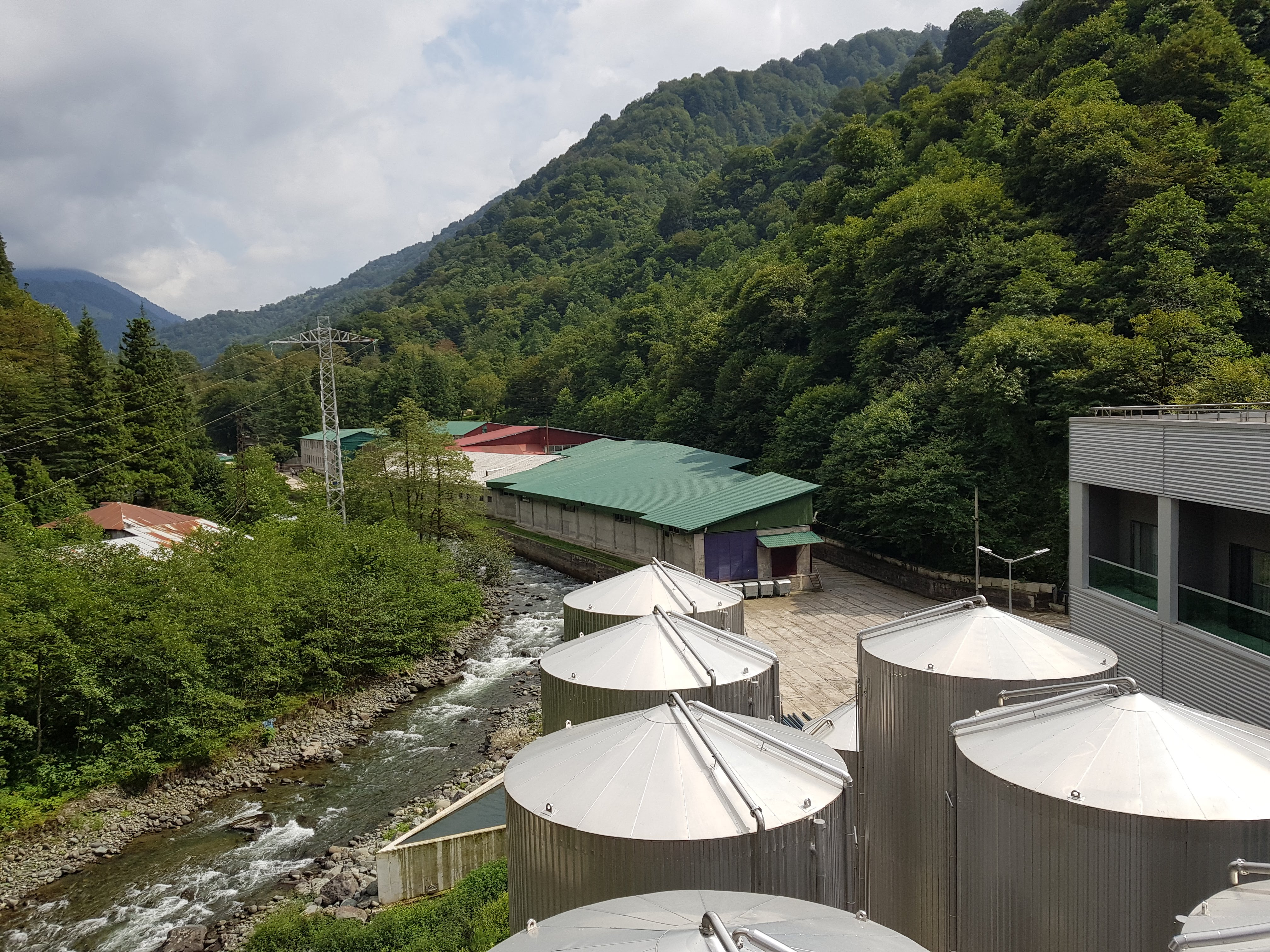
Factoría de agua mineral Nabeglavi
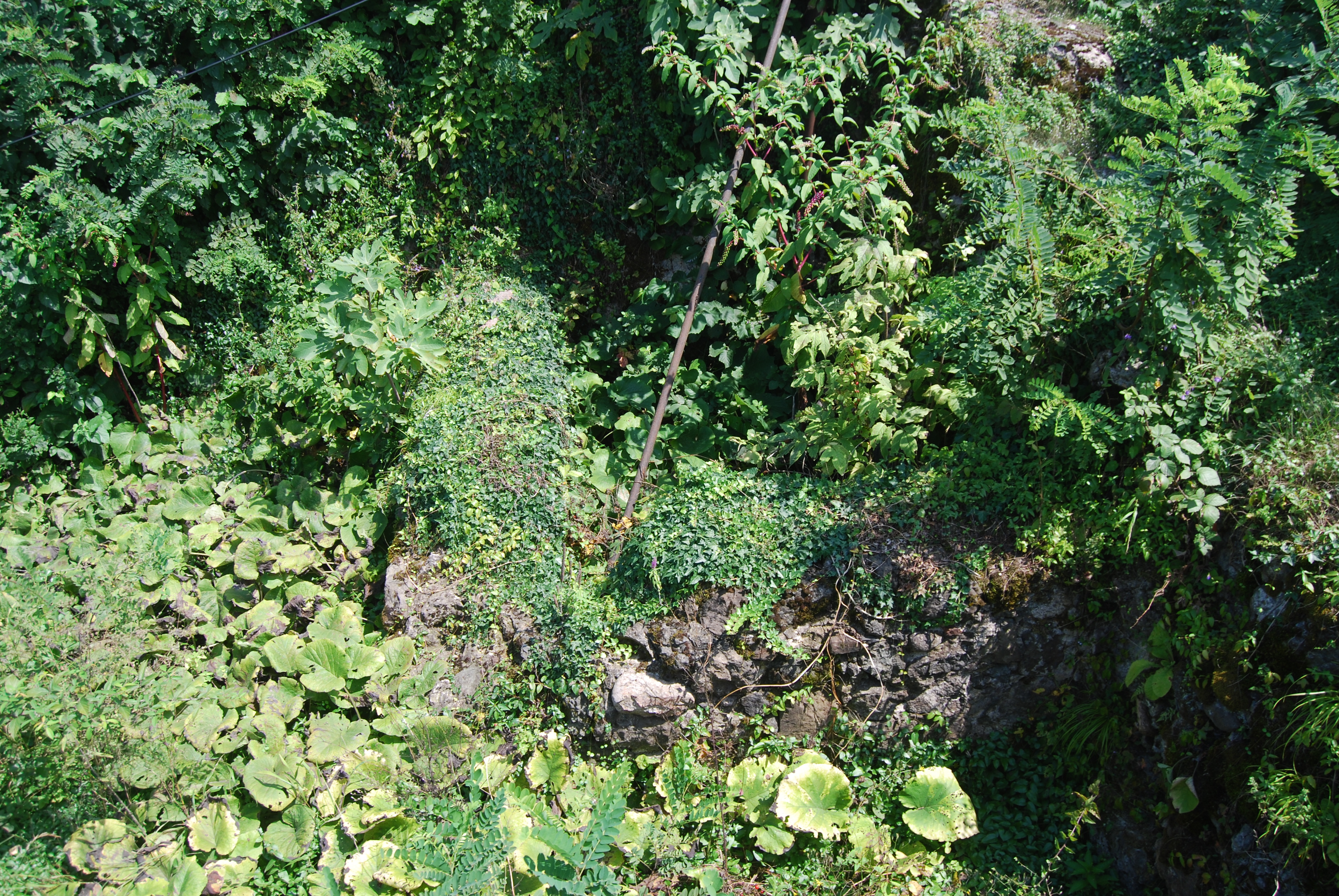
Ruinas de la fortaleza de Bukistsije